# Americké profesionální mistrovství v tenise
Americké profesionální mistrovství v tenise (anglicky: U.S. Pro Tennis Championships) byl první profesionální tenisový turnaj na světě. Existoval v letech 1927 až 1999. Před nástupem otevřené éry (sloučení profesionálního a amatérského tenisu) šlo o jednu z nejvýznamnějších profesionálních soutěží - jeden ze tří takzvaných "majorů" (majors), k nimž patřilo ještě britské a francouzské mistrovství. Ze všech těchto tří majorů zanikl jako poslední. Po roce 1968 význam turnaje poklesl, ještě více po roce 1978, kdy US Open přešlo na tvrdý povrch a bývalé profi mistrovství ho v tom nenásledovalo, čímž ztratilo pozici důležité přípravy právě na US Open. Místo konání se poměrně často měnilo, v letech 1927 až 1931 se turnaj konal na různých místech v New Yorku, pak se New York v pořádání střídal s Chicagem, Harrisonem, Princetonem, White Sulphur Springs, Los Angeles, Clevelandem a jinými městy. Od roku 1964 až do svého zániku se turnaj konal v Longwood Cricket Clubu v Chestnut Hill v Massachusetts. Spolu s místy konání se měnil i povrch, na němž se hrálo (střídala se tráva, antuka i beton). Turnaj byl mužský, jen v letech v letech 1953, 1955, 1956 a 1960 existovala i ženská soutěž (první tři ročníky vyhrála Pauline Betzová, poslední v roce 1960 Althea Gibsonová). Pancho Gonzales drží rekord v počtu vítězství mezi muži, ovládl devět turnajů. Třikrát turnaj vyhrál Čech, Karel Koželuh. Na prvním ročníku v roce 1927 byla odměna pro vítěze 1000 dolarů. V letech 1951 a 1954 se konaly dva turnaje.

## Seznam finále
| Rok               | Vítěz                         | Finalista                     | Skóre                             | Místo konání                     |
| ----------------- | ----------------------------- | ----------------------------- | --------------------------------- | -------------------------------- |
| Profesionální éra |                               |                               |                                   |                                  |
| 1927              | Vincent Richards              | Howard Kinsey                 | 11–9, 6–4, 6–3                    | Notlek Tennis Club, Manhattan    |
| 1928              | Vincent Richards              | Karel Koželuh                 | 8–6, 6–3, 0–6, 6–2                | West Side Tennis Club            |
| 1929              | Karel Koželuh                 | Vincent Richards              | 6–4, 6–4, 4–6, 4–6, 7–5           | West Side Tennis Club            |
| 1930              | Vincent Richards              | Karel Koželuh                 | 2–6, 10–8, 6–3, 6–4               | West Side Tennis Club            |
| 1931              | Bill Tilden                   | Vincent Richards              | 7–5, 6–2, 6–1                     | West Side Tennis Club            |
| 1932              | Karel Koželuh                 | Hans Nüsslein                 | 6–2, 6–2, 7–5                     | South Shore Country Club         |
| 1933              | Vincent Richards              | Frank Hunter                  | 6–3, 6–0, 6–2                     | Westchester Country Club         |
| 1934              | Hans Nüsslein                 | Karel Koželuh                 | 6–4, 6–2, 1–6, 7–5                | South Shore Country Club         |
| 1935              | Bill Tilden                   | Karel Koželuh                 | 0–6, 6–1, 6–4, 0–6, 6–4           | Terrace Club, Brooklyn           |
| 1936              | Joe Whalen                    | Charles Wood                  | 4–6, 4–6, 6–3, 6–2, 6–3           | Tudor City Tennis Club, New York |
| 1937              | Karel Koželuh                 | Bruce Barnes                  | 6–2, 6–3, 4–6, 4–6, 6–1           | Greenbrier                       |
| 1938              | Fred Perry                    | Bruce Barnes                  | 6–3, 6–2, 6–4                     | Chicago Arena                    |
| 1939              | Ellsworth Vines               | Fred Perry                    | 8–6, 6–8, 6–1, 20–18              | Beverly Hills Tennis Club        |
| 1940              | Don Budge                     | Fred Perry                    | 6–3, 5–7, 6–4, 6–3                | Chicago Town and Tennis Club     |
| 1941              | Fred Perry                    | Dick Skeen                    | 6–4, 6–8, 6–2, 6–3                | Chicago Town and Tennis Club     |
| 1942              | Don Budge                     | Bobby Riggs                   | 6–2, 6–2, 6–2                     | West Side Tennis Club            |
| 1943              | Bruce Barnes                  | John Nogrady                  | 6–1, 7–9, 7–5, 4–6, 6–3           | Fort Knox                        |
| 1944              | nekonalo se                   | nekonalo se                   | nekonalo se                       | nekonalo se                      |
| 1945              | Welby Van Horn                | John Nogrady                  | 6–4, 6–2, 6–2                     | Rips Tennis Courts, Manhattan    |
| 1946              | Bobby Riggs                   | Don Budge                     | 6–3, 6–1, 6–1                     | West Side Tennis Club            |
| 1947              | Bobby Riggs                   | Don Budge                     | 3–6, 6–3, 10–8, 4–6, 6–3          | West Side Tennis Club            |
| 1948              | Jack Kramer                   | Bobby Riggs                   | 14–12, 6–2, 3–6, 6–3              | West Side Tennis Club            |
| 1949              | Bobby Riggs                   | Don Budge                     | 9–7, 3–6, 6–3, 7–5                | West Side Tennis Club            |
| 1950              | Pancho Segura                 | Frank Kovacs                  | 6–1, 1–6, 8–6, 4–4 ret.           | Skating Club, Cleveland          |
| 1951              | Frank Kovacs                  | Pancho Segura                 | 6–2, 3–6, 6–3, 1–6, 9–7           | Lakewood, Cleveland              |
| 1951              | Pancho Segura                 | Pancho Gonzales               | 6–3, 6–4, 6–2                     | West Side Tennis Club            |
| 1952              | Pancho Segura                 | Pancho Gonzales               | 3–6, 6–4, 3–6, 6–4, 6–0           | Lakewood, Cleveland              |
| 1953              | Pancho Gonzales               | Don Budge                     | 4–6, 6–4, 7–5, 6–2                | Lakewood, Cleveland              |
| 1954              | Pancho Gonzales               | Frank Sedgman                 | 6-3, 9-7, 3-6, 6-2                | Cleveland Arena, Cleveland       |
| 1954              | Pancho Gonzales               | Pancho Segura                 | 6–4, 4–6, 2–6, 6–2, 6–4           | Los Angeles Tennis Club          |
| 1955              | Pancho Gonzales               | Pancho Segura                 | 21–16, 19–21, 21–8, 20–22, 21–19v | Cleveland Arena                  |
| 1956              | Pancho Gonzales               | Pancho Segura                 | 21–15, 13–21, 21–14, 22–20v       | Cleveland Arena                  |
| 1957              | Pancho Gonzales               | Pancho Segura                 | 6–3, 3–6, 7–5, 6–1                | Cleveland Arena                  |
| 1958              | Pancho Gonzales               | Lew Hoad                      | 3–6, 4–6, 14–12, 6–1, 6–4         | Cleveland Arena                  |
| 1959              | Pancho Gonzales               | Lew Hoad                      | 6–4, 6–2, 6–4                     | Cleveland Arena                  |
| 1960              | Alex Olmedo                   | Tony Trabert                  | 7–5, 6–4                          | Cleveland Arena                  |
| 1961              | Pancho Gonzales               | Frank Sedgman                 | 6–3, 7–5                          | Cleveland Arena                  |
| 1962              | Butch Buchholz                | Pancho Segura                 | 6–4, 6–3, 6–4                     | Cleveland Arena                  |
| 1963              | Ken Rosewall                  | Rod Laver                     | 6–4, 6–2, 6–2                     | West Side Tennis Club            |
| 1964              | Rod Laver                     | Pancho Gonzales               | 4–6, 6–3, 7–5, 6–4                | Longwood Cricket Club            |
| 1965              | Ken Rosewall                  | Rod Laver                     | 6–4, 6–3, 6–3                     | Longwood Cricket Club            |
| 1966              | Rod Laver                     | Ken Rosewall                  | 6–4, 4–6, 6–2, 8–10, 6–3          | Longwood Cricket Club            |
| 1967              | Rod Laver                     | Andrés Gimeno                 | 4–6, 6–4, 6–3, 7–5                | Longwood Cricket Club            |
| Otevřená éra      |                               |                               |                                   |                                  |
| 1968              | Rod Laver                     | John Newcombe                 | 6–4, 6–4, 9–7                     | Longwood Cricket Club            |
| 1969              | Rod Laver                     | John Newcombe                 | 7–5, 6–2, 4–6, 6–1                | Longwood Cricket Club            |
| 1970              | Tony Roche                    | Rod Laver                     | 3–6, 6–4, 1–6, 6–2, 6–2           | Longwood Cricket Club            |
| 1971              | Ken Rosewall                  | Cliff Drysdale                | 6–4, 6–3, 6–0                     | Longwood Cricket Club            |
| 1972              | Bob Lutz                      | Tom Okker                     | 6–4, 2–6, 6–4, 6–4                | Longwood Cricket Club            |
| 1973              | Jimmy Connors                 | Arthur Ashe                   | 6–3, 4–6, 6–4, 3–6, 6–2           | Longwood Cricket Club            |
| 1974              | Björn Borg                    | Tom Okker                     | 7–6, 6–1, 6–1                     | Longwood Cricket Club            |
| 1975              | Björn Borg                    | Guillermo Vilas               | 6–3, 6–4, 6–2                     | Longwood Cricket Club            |
| 1976              | Björn Borg                    | Harold Solomon                | 6–7, 6–4, 6–1, 6–2                | Longwood Cricket Club            |
| 1977              | Manuel Orantes                | Eddie Dibbs                   | 7–6, 7–5, 6–4                     | Longwood Cricket Club            |
| 1978              | Manuel Orantes                | Harold Solomon                | 6–4, 6–3                          | Longwood Cricket Club            |
| 1979              | José Higueras                 | Hans Gildemeister             | 6–3, 6–1                          | Longwood Cricket Club            |
| 1980              | Eddie Dibbs                   | José Luis Clerc               | 6–2, 6–1                          | Longwood Cricket Club            |
| 1981              | José Luis Clerc               | Hans Gildemeister             | 0–6, 6–2, 6–2                     | Longwood Cricket Club            |
| 1982              | Guillermo Vilas               | Mel Purcell                   | 6–4, 6–0                          | Longwood Cricket Club            |
| 1983              | José Luis Clerc               | Jimmy Arias                   | 6–3, 3–6, 6–0                     | Longwood Cricket Club            |
| 1984              | Aaron Krickstein              | José Luis Clerc               | 7–6, 3–6, 6–4                     | Longwood Cricket Club            |
| 1985              | Mats Wilander                 | Martín Jaite                  | 6–2, 6–4                          | Longwood Cricket Club            |
| 1986              | Andrés Gómez                  | Martín Jaite                  | 7–5, 6–4                          | Longwood Cricket Club            |
| 1987              | Mats Wilander                 | Kent Carlsson                 | 7–6, 6–1                          | Longwood Cricket Club            |
| 1988              | Thomas Muster                 | Lawson Duncan                 | 6–2, 6–2                          | Longwood Cricket Club            |
| 1989              | Andrés Gómez                  | Mats Wilander                 | 6–1, 6–4                          | Longwood Cricket Club            |
| 1990              | Martín Jaite                  | Libor Němeček                 | 7–5, 6–3                          | Longwood Cricket Club            |
| 1991              | Andrés Gómez                  | Andrej Čerkasov               | 7–5, 6–4                          | Longwood Cricket Club            |
| 1992              | Ivan Lendl                    | Richey Reneberg               | 6–3, 6–3                          | Longwood Cricket Club            |
| 1993              | Ivan Lendl                    | Todd Martin                   | 5–7, 6–3, 7–6                     | Longwood Cricket Club            |
| 1994              | Ivan Lendl                    | MaliVai Washington            | 7–5, 7–6                          | Longwood Cricket Club            |
| 1995              | zrušeno kvůli nepřízni počasí | zrušeno kvůli nepřízni počasí | zrušeno kvůli nepřízni počasí     | zrušeno kvůli nepřízni počasí    |
| 1996              | nekonalo se                   | nekonalo se                   | nekonalo se                       | nekonalo se                      |
| 1997              | Sjeng Schalken                | Marcelo Ríos                  | 7–5, 6–3                          | Longwood Cricket Club            |
| 1998              | Michael Chang                 | Paul Haarhuis                 | 6–3, 6–4                          | Longwood Cricket Club            |
| 1999              | Marat Safin                   | Greg Rusedski                 | 6–4, 7–6(13–11)                   | Longwood Cricket Club            |